# Chibi-Robo!
Chibi-Robo! är titeln på ett spel utvecklat av det japanska företaget Nintendo. Spelet är släppt till Gamecube, och i Japan släpptes även en New Play Control! version till Wii. Det finns fyra uppföljare till spelet, Chibi-Robo!: Park Patrol och Okaeri! Chibi-Robo! Happy Richie Ōsōji! till Nintendo DS, samt Chibi-Robo! Let's Go, Photo! och Chibi-Robo! Zip Lash till Nintendo 3DS. Ett sjätte spel, med en "Fiery Chibi-Robo", utannonserades på Twitter av Nintendo of America 10 januari 2018, men spelet släpptes aldrig.